# Uppercut

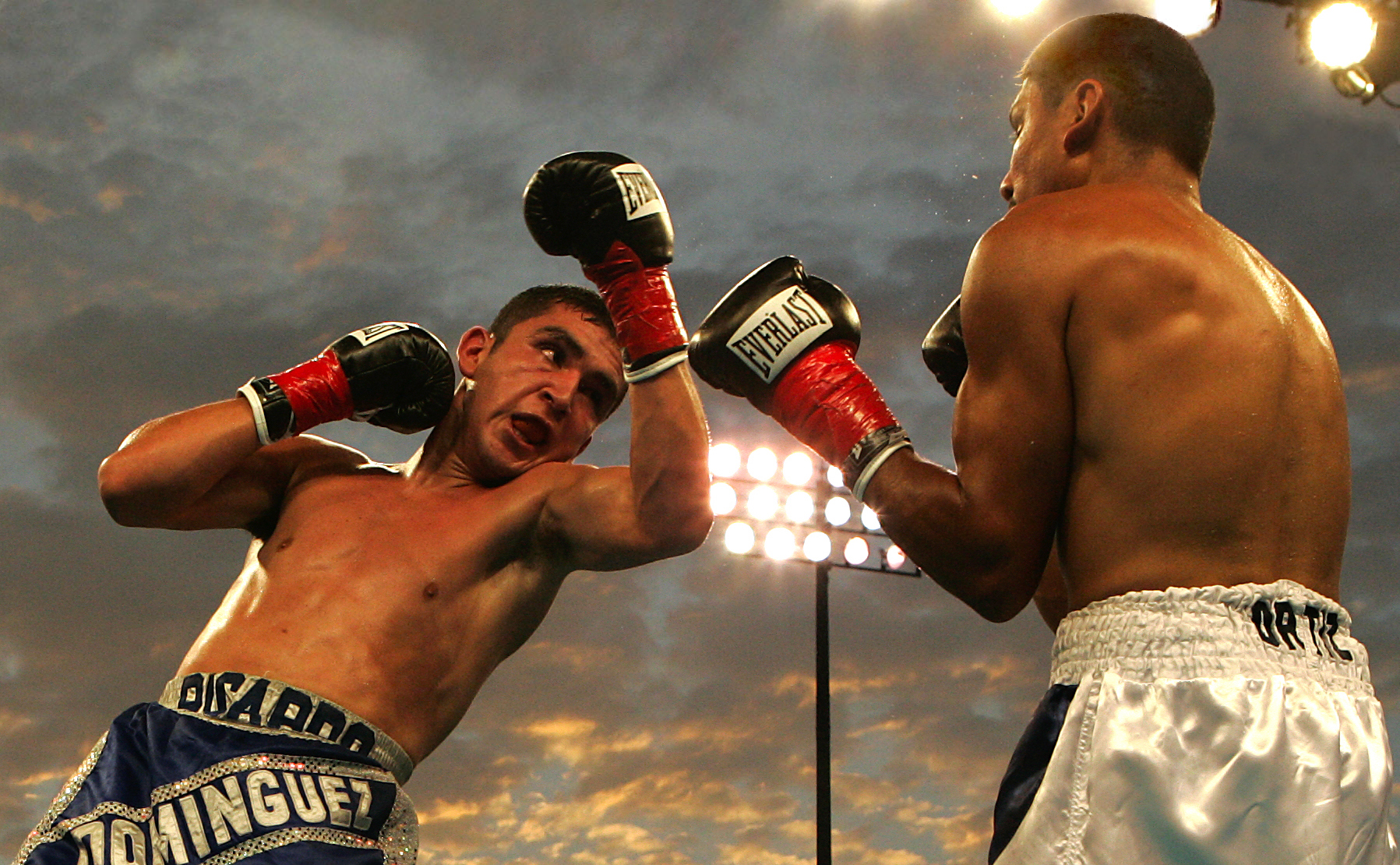
Ricardo Dominguez (à esquerda) executando um uppercut em Rafael Ortiz (direita).

Uppercut é um soco utilizado em várias artes marciais como no boxe, kickboxing e muay thai. Este golpe é lançado para cima, com qualquer uma das mãos (apesar de ser mais frequentemente empregue um uppercut da mão de trás). O uppercut viaja no plano vertical, de baixo para cima, junto ao tórax do adversário e entra pela sua guarda em direcção ao seu queixo. O poder no uppercut vem das pernas e anca. Este pode ser um golpe de poder devastador, uma vez que, mesmo que não encontre exactamente o queixo do adversário, tende a erguê-lo para cima, e deste modo proporciona um desequilíbrio momentâneo e aumenta simultaneamente a zona de conexão dos golpes. Tanto o tronco como a cabeça podem ser os principais alvos deste golpe.

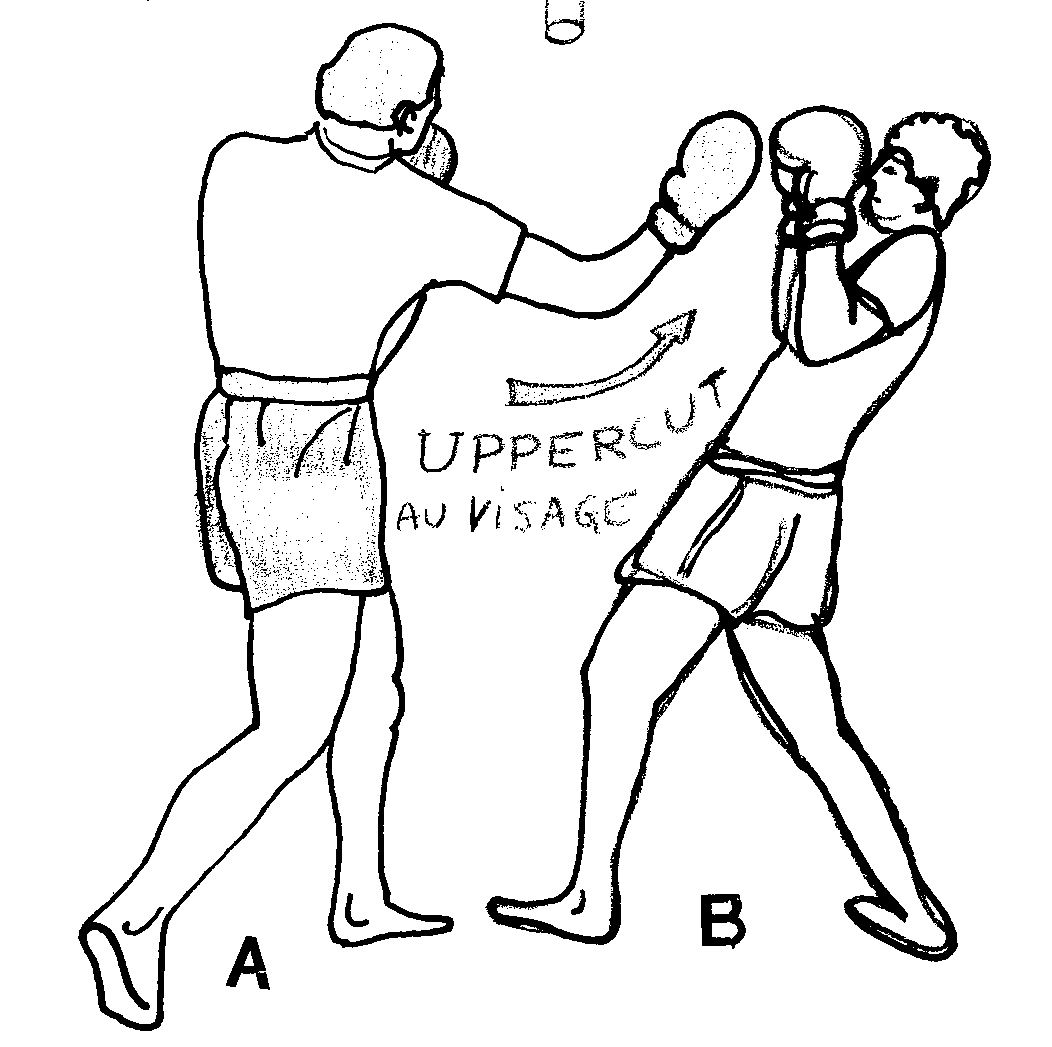
Uppercut de direita em longo alcance
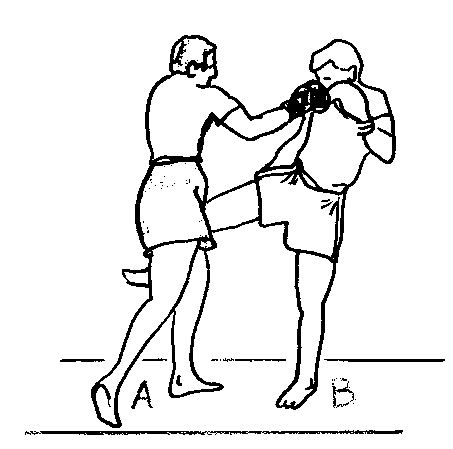
Uppercut de direita no contra-ataque
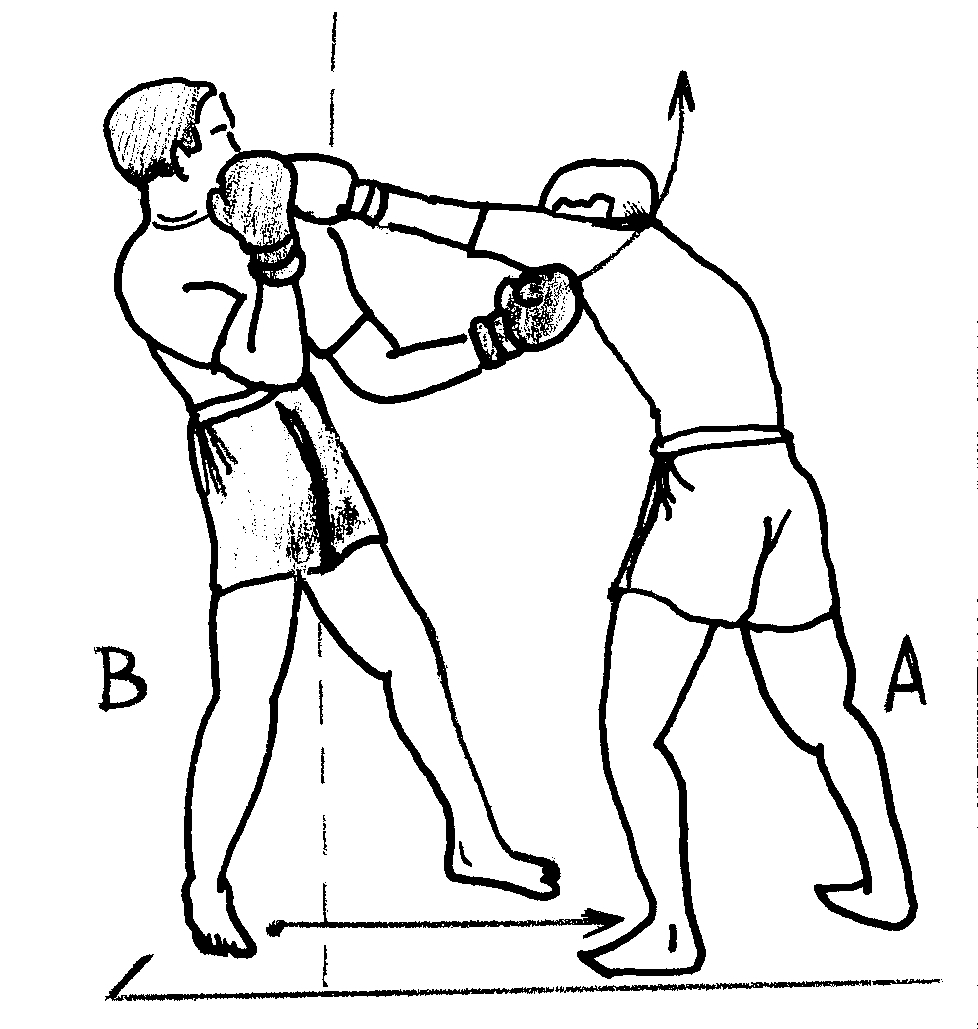
Uppercut de esquerda num contra-golpe
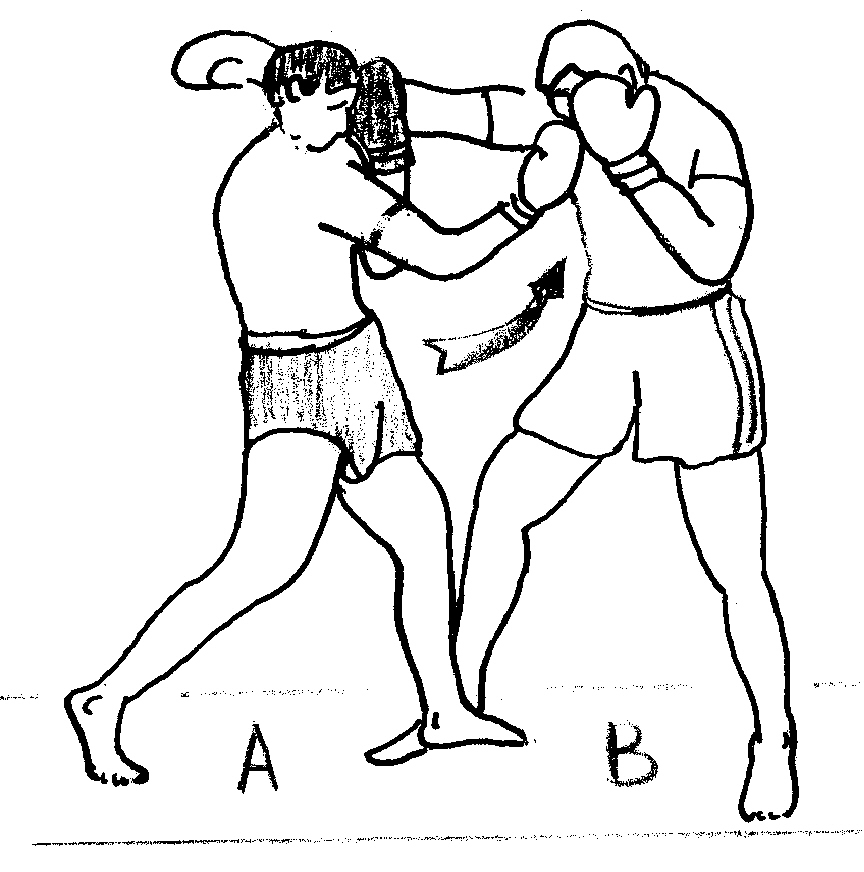
Uppercut no contra-ataque